# 1009

## Събития
- Наименованието Литва (Lituae) за първи път е споменато в Кведлинбургските анали.